# Rui Cardoso Nunes
Rui Cardoso Nunes (São Francisco de Paula, 25 de março de 1919 – Porto Alegre, 8 de julho de 2009) foi um jornalista, poeta e escritor brasileiro.
Publicou diversos livros de poesia. Na área de folclore, publicou com Zeno Cardoso Nunes, o Dicionário de Regionalismo do Rio Grande do Sul, em 1997 e o Minidicionário guasco 1994, além de ensaios e artigos em revistas e jornais.
Foi membro da Academia Riograndense de Letras.

## Fonte de referência
- Dicionário de Folcloristas Brasileiros